# Sotto il vestito niente II
Sotto il vestito niente II è un film del 1988 diretto da Dario Piana.

## Trama
Milano. Durante una sfilata di modelli di biancheria intima, un vecchio e potente uomo d'affari, Rizzi, interessato a Sylvia, una delle indossatrici, ordina ad Alex Conti, loro spregiudicato manager, di combinargli un incontro con la ragazza. Alex allora invita la giovane e le sue tre amiche Lauren, Michelle e Lesley, a casa sua: quando Rizzi sopraggiunge, Sylvia, comprese le sue intenzioni si ribella, ma, immobilizzata dalle sue colleghe, deve soccombere alle violenze del vecchio. Sconvolta, la ragazza fugge via con la macchina di Alex e dopo aver investito, per fortuna non gravemente, un metronotte scompare nel nulla. La mattina successiva il regista di spot pubblicitari David Cahill la cerca per iniziare il suo lavoro, ma né Alex né le tre amiche sanno niente di lei.
A chiarire il mistero della sua scomparsa arriva il commissario Brandani il quale annuncia a tutti che il cadavere carbonizzato di Sylvia è stato trovato all'alba a 10 km di distanza dalla casa di Alex. Nessuno sa spiegare l'accaduto e David soprattutto rimane scioccato dalla notizia della morte di quella ragazza che per lui significava molto poiché diversa dalle altre. A sostituire validamente la modella morta giunge, dall'America, Melanie, la quale inizia una storia d'amore con David che vuole comunque scoprire il mistero della morte di Sylvia. Una serie di altri efferati delitti colpirà i protagonisti di quella folle notte finché, dopo un ulteriore colpo di scena, il misterioso assassino verrà smascherato.

## Produzione
La pellicola, prodotta da Reteitalia e Bema Cinematografica, è un sequel apocrifo del film Sotto il vestito niente del 1985 diretto da Carlo Vanzina (che nel 2011 ne dirigerà un vero sequel: Sotto il vestito niente - L'ultima sfilata).
Venne girata per gli interni negli studi Empire a Roma e per esterni a Milano.

## Distribuzione
Il film venne distribuito nel circuito cinematografico italiano il 25 novembre del 1988.
Venne in seguito distribuito anche in Giappone (7 ottobre 1989) ed in Corea del Sud (23 dicembre 1989).
Fu distribuito anche nei mercati anglofoni con il titolo Too Beautiful to Die, in quelli francofoni con il titolo Trop Belle ed in quelli ispanici con il titolo Demasiado bella para morir.
In Germania arrivò solo nel 1993 direttamente in VHS per il circuito home-video con lo stesso titolo dei mercati anglofoni, Too Beautiful to Die.

## Accoglienza
In Italia il film ebbe un discreto successo di pubblico (pur non riuscendo ad arrivare ai livelli di quello ottenuto dalla pellicola di Vanzina): risultò il 38º maggior incasso della stagione cinematografica 1988-1989.